# Kent Music Report
Kent Music Report was een wekelijkse hitlijst in Australië, wekelijks samengesteld door David Kent. De eerste lijst dateert uit 1974 en de lijst eindigde in 1998. De Australian Recording Industry Association werkte vanaf 1988 samen met Kent, waaruit de ARIA Charts, de belangrijkste hitlijst in Australië, ontstond.